# Embia amadorae
Embia amadorae is een insectensoort uit de familie Embiidae, die tot de orde webspinners (Embioptera) behoort. De soort komt voor in Spanje en Portugal.
Embia amadorae is voor het eerst wetenschappelijk beschreven door Ross in 1966.